# Avenue Viger
 (juin 2025).
Si vous disposez d'ouvrages ou d'articles de référence ou si vous connaissez des sites web de qualité traitant du thème abordé ici, merci de compléter l'article en donnant les références utiles à sa vérifiabilité et en les liant à la section « Notes et références ».
L'avenue Viger est une voie de Montréal.

## Situation et accès
Située dans l'arrondissement de Ville-Marie, l'avenue Viger est une voie à sens unique à quatre voies vers l'ouest tout le long de son trajet. Elle sert en partie de voie de service à l'autoroute Ville-Marie puisqu'il y a des sorties et des entrées de l'autoroute vers l'ouest. Elle se trouve à être aussi un des axes principaux du centre-ville. De plus, on y trouve une piste cyclable vers l'ouest entre la rue Berri et le square Victoria. À son extrémité est, elle se trouve à devenir la rue Notre-Dame.

## Origine du nom
Ce nom rappelle Denis-Benjamin Viger (1774-1861) fils de Denis Viger (d'où vient le nom du square). Il est à noter que Denis-Benjamin Viger a dans sa famille Louis-Joseph Papineau, ainsi que Jacques Viger (premier maire de Montréal).

## Historique

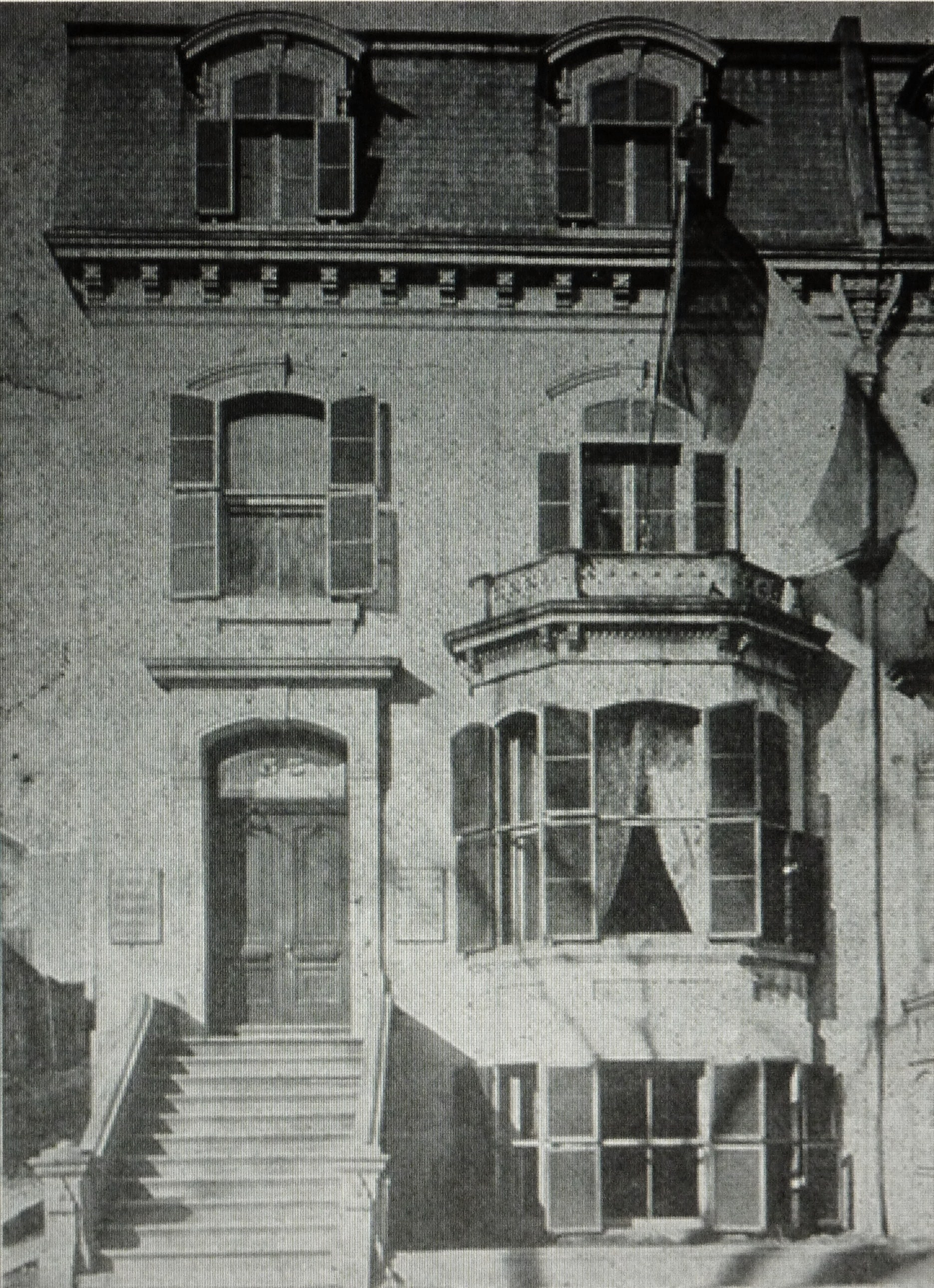
Le 55, rue Dubord, au début des années 1900

Cette voie est constituée de deux principaux tronçons : 
La première section à porter le nom de Viger (auparavant rue Dubord) est celui qui longe le nord du square Viger en 1905. 
La seconde partie est due au prolongement de la rue Vitré vers l'est et élargie dans les années 1960 pour le raccordement à l'avenue Viger et intrégrée à cette dernière. Elle est d'abord ouverte sur la seule largeur du fief de Lambert Closse, dont a hérité l'épouse de Guillaume-Émanuelle-Théodore-Denis de Vitré, laquelle donne son nom à la rue. 
Ce n'est que depuis 1988 que la partie entre la rue Amherst et l'avenue de Lorimier est officiellement identifiée comme l'avenue Viger.

## Bâtiments remarquables et lieux de mémoire
- Station de pompage Craig
- Complexe Maisonneuve
- Place des Montréalaises
- Union française de Montréal